# (6360) 1978 UA7
(6360) 1978 UA7 (1978 UA7, 1951 KW, 1978 ST4, 1980 BU1, 1984 EF1, 1989 TW15) — астероїд головного поясу, відкритий 27 жовтня1978.
Тіссеранів параметр щодо Юпітера — 3.512.